# Dumuzi Fossa
La Dumuzi Fossa è una struttura geologica della superficie di Plutone.